# Trägweis

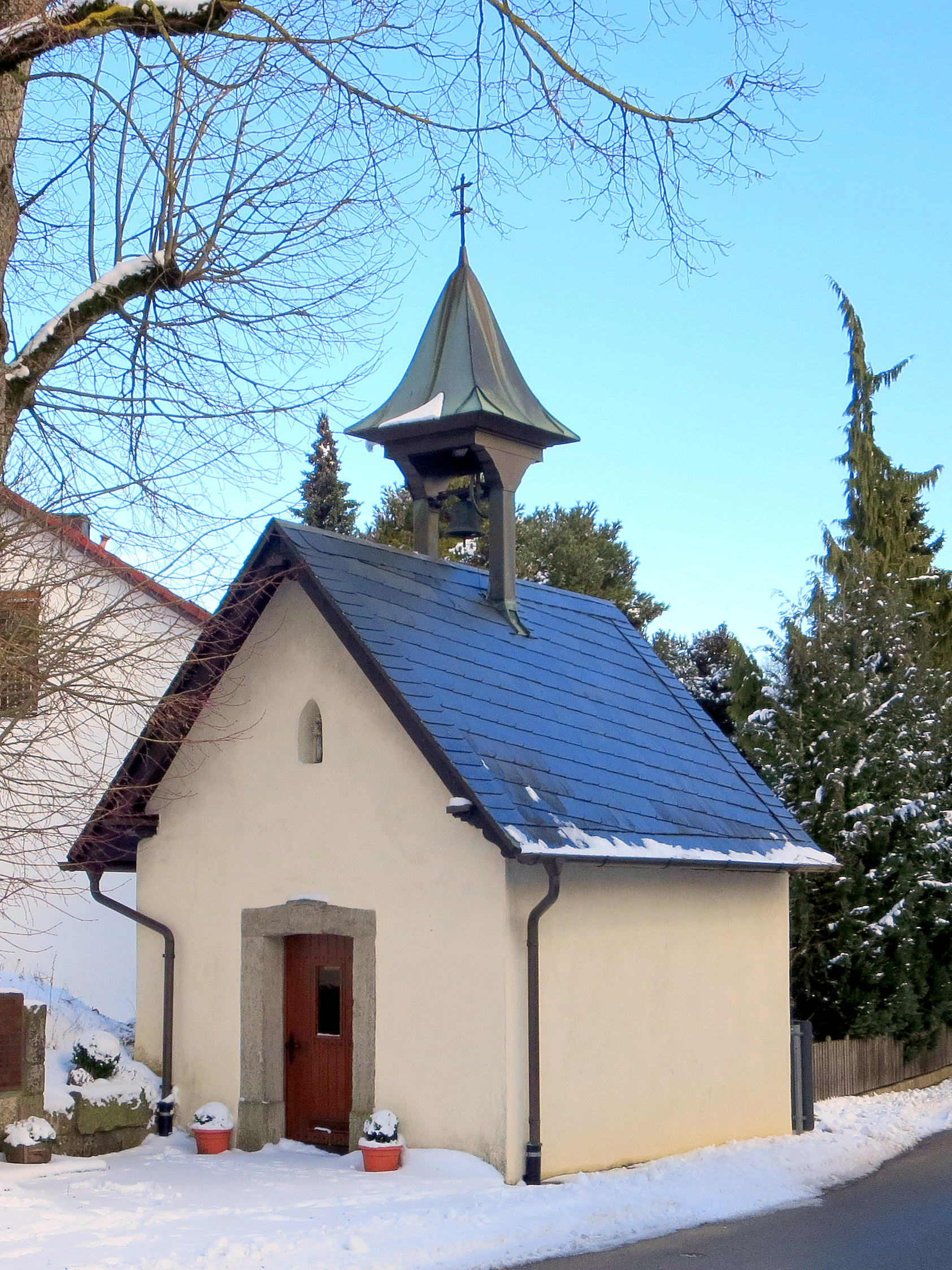

Trägweis ist ein Gemeindeteil der Stadt Pottenstein im Landkreis Bayreuth (Oberfranken, Bayern). Trägweis liegt in der Gemarkung Kirchenbirkig.

## Lage
Das Dorf liegt in der Fränkischen Schweiz auf freier Flur, etwa 4 km südwestlich von Pottenstein.

## Geschichte
Der Ortsname bedeutet etwa Dragwins Hof. 1323 wurde Trägweis erstmals erwähnt, 1348 besaß der Bamberger Bischof in dem zum Amt Tüchersfeld gehörenden Ort das Lehenrecht über 13 Höfe. Zu Beginn des 19. Jahrhunderts war der einst recht große Ort auf sechs Häuser und ein Gemeindehirtenhaus mit 40 Einwohnern zusammengeschrumpft.
Der Gemeindeteil der ehemaligen Gemeinde Kirchenbirkig wurde im Zuge der Gebietsreform in Bayern zusammen mit seinem Hauptort im Jahr 1972 nach Pottenstein eingegliedert.